# Eric Schmitt (Politiker)

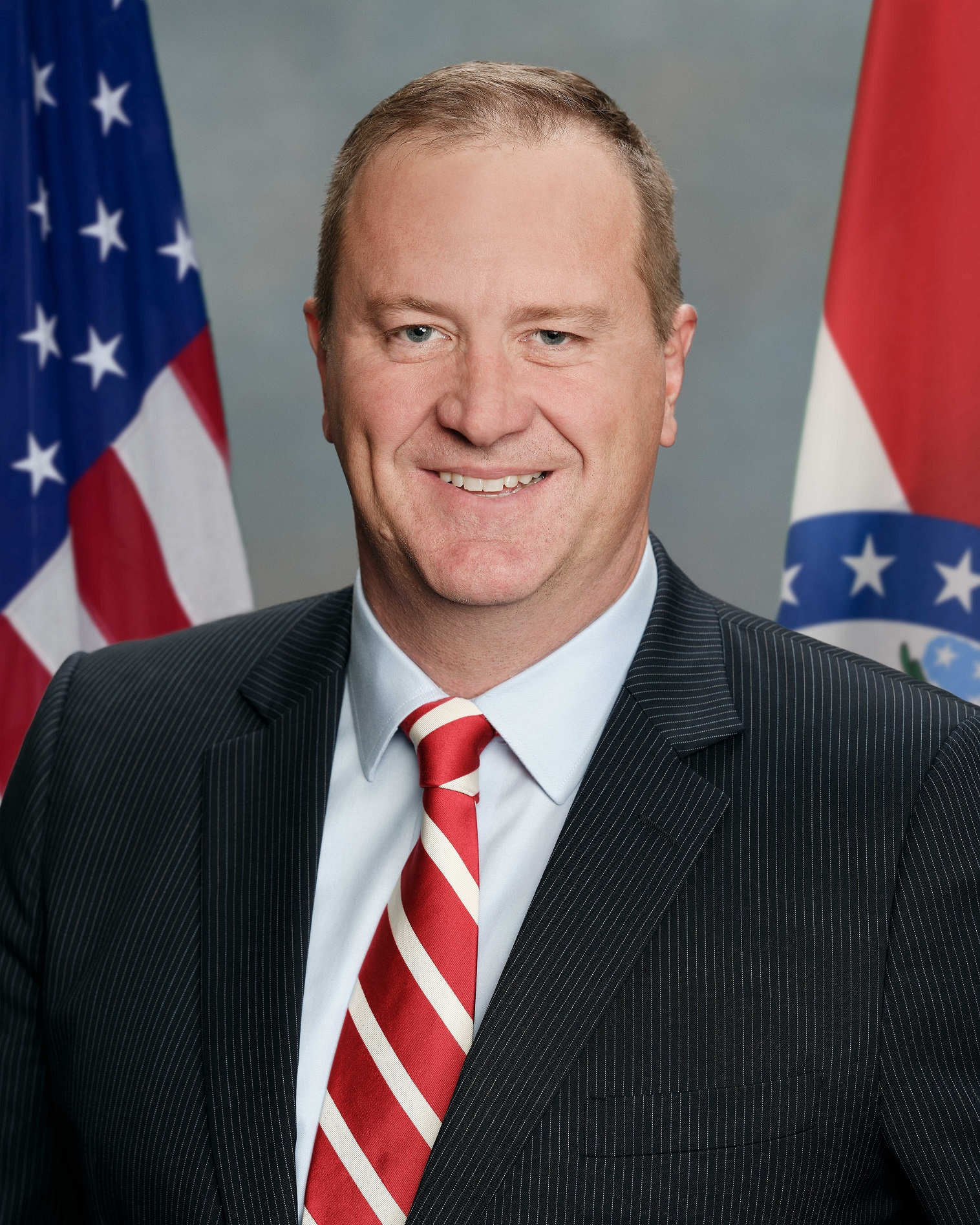
Eric Schmitt (2023)

Eric Stephen Schmitt (* 20. Juni 1975 in Bridgeton, Missouri) ist ein US-amerikanischer Politiker (Republikanische Partei). Er war Senator im Senat von Missouri, war Finanzminister (State Treasurer) des Staates Missouri und war abbdem 3. Januar 2019 der Attorney General des Bundesstaates. 2022 wurde er zum U.S. Senator gewählt, um Missouri im Senat zu vertreten. Er trat seine sechsjährige Amtsperiode am 3. Januar 2023 an.

## Jugend und frühe Jahre
Schmitt entstammt einer seit Generationen in Missouri ansässigen Familie  und wurde in Bridgeton geboren. Er besuchte die DeSmet Jesuit High School und studierte dann an der Truman State University. Nach der Erlangung eines Bachelor-Grades studierte Schmitt Rechtswissenschaft an der Saint Louis University und schloss dieses Studium mit dem Doktor ab. Er war in der Zeit auch Herausgeber der Law Review der Universität.
Nachdem Schmitt 2000 seine Ausbildung beendet hatte, wurde er Rechtsanwalt in einer Anwaltskanzlei, wo er bis 2017 praktizierte.

## Politische Karriere
Er wurde 2008 in den Senat seines Heimatstaates gewählt und diente dann dort für zwei Wahlperioden bis 2016. Er trat nicht erneut an, da in Missouri die Amtszeit von Senatoren auf zwei Amtszeiten beschränkt ist. Stattdessen trat er zur Wahl als Treasurer an und übernahm dieses Amt 2017. Als der bisherige Attorney General Josh Hawley in den Senat der Vereinigten Staaten gewählt worden war, nominierte Gouverneur Mike Parson seinen Parteifreund Schmitt als Hawleys Nachfolger. Er trat das Amt im Januar 2019 an.
Nachdem US-Senator Roy Blunt erklärt hatte, bei der Senatswahl 2022 nicht wieder antreten zu wollen, erklärte Schmitt im März 2021 seine Kandidatur. Hinsichtlich der gleichzeitigen Kandidatur des ehemaligen Gouverneurs Eric Greitens erklärte Eric Schmitt, dass es einen Kandidaten bräuchte, der den Senatssitz fest in konservativer Hand behalte. Schmitt konnte sich in der Vorwahl durchsetzen und trat in der Hauptwahl gegen die demokratische Kandidatin Trudy Busch Valentine an, gegen die er sich durchsetzen konnte.